# NGC 969
NGC 969 is een lensvormig sterrenstelsel in het sterrenbeeld Driehoek. Het hemelobject werd op 22 november 1827 ontdekt door de Britse astronoom John Herschel.

## Synoniemen
- PGC 9781
- UGC 2039
- MCG 5-7-8
- ZWG 505.10